# George Vance Murry
George Vance Murry (Camden, 28 dicembre 1948 – New York, 5 giugno 2020) è stato un vescovo cattolico statunitense.

## Biografia
George Vance Murry nacque a Camden il 28 dicembre 1948.

### Formazione e ministero sacerdotale
Compì gli studi primari nelle scuole elementari cattoliche locali. Originariamente membro della Chiesa episcopale metodista africana, in quinta elementare si convertì al cattolicesimo.
Nel 1966 si diplomò alla Camden Catholic High School e poi si iscrisse al Saint Joseph's College di Filadelfia. Nel 1968 entrò nel seminario "San Tommaso" a Bloomfield della diocesi di Camden. Nel 1970 si trasferì al seminario "Santa Maria" di Baltimora, dove nel 1972 conseguì un Bachelor of Arts in filosofia.
Nel 1972 entrò nella provincia del Maryland della Compagnia di Gesù. Terminato il periodo di noviziato, dal 1974 al 1976 fu decano per le attività studentesche e insegnante presso la Gonzaga College High School di Washington. Dal 1975 al 1977 fu assistente speciale del direttore esecutivo dei servizi agli emigrati e rifugiati della Conferenza dei vescovi cattolici degli Stati Uniti. Tra il 1976 e il 1977 dedicò un anno al perfezionamento degli studi teologici presso il St. Michael's College dell'Università di Toronto e nel 1979 ottenne un Master of Divinity presso la Jesuit School of Theology dell'Università di Santa Clara a Berkeley.
Il 9 giugno 1979 fu ordinato presbitero. Conseguì un Master of Arts nel 1984 e un dottorato di ricerca nel 1994 in storia della cultura americana presso la George Washington University di Washington. Dopo l'ordinazione sacerdotale fu vicario parrocchiale della parrocchia del Gesù a Filadelfia dal 1979 al 1980, cooperatore festivo presso le parrocchie della Santissima Trinità e di Sant'Agostino a Washington dal 1980 al 1989, assistente nella Facoltà studi americani dell'Università di Georgetown a Washington dal 1986 al 1990, presidente dell'Archbishop Carroll High School di Washington dal 1989 al 1994 e prevosto associato per gli affari accademici della Mercy University di Detroit dall'estate del 1994.
Collaborò con il comitato provinciale sui ministeri e con la congregazione della sua provincia religiosa. Fu membro del consiglio di amministrazione e del consiglio di direzione di varie università. Dal 1989 al 1994 fece parte della redazione di Living Light, rivista del dipartimento dell'educazione della Conferenza dei vescovi cattolici degli Stati Uniti.

### Ministero episcopale
Il 24 gennaio 1995 papa Giovanni Paolo II lo nominò vescovo ausiliare di Chicago e titolare di Fuerteventura. Ricevette l'ordinazione episcopale il 20 marzo successivo dal cardinale Joseph Louis Bernardin, arcivescovo metropolita di Chicago, co-consacranti i vescovi ausiliari Alfred Leo Abramowicz e Timothy Joseph Lyne.
Il 5 maggio 1998 lo stesso papa Giovanni Paolo II lo nominò vescovo coadiutore di Saint Thomas. Il 29 giugno dell'anno successivo succedette alla medesima sede.
Il 30 gennaio 2007 papa Benedetto XVI lo nominò vescovo di Youngstown. Prese possesso della diocesi il 28 marzo successivo.
Il 28 maggio 2010 annunciò un piano per la ristrutturazione delle parrocchie che ne ridusse il numero da 112 a 87 in due anni.
Nel febbraio del 2012 compì la visita ad limina.
Partecipò alla XIV assemblea generale ordinaria del Sinodo dei vescovi che ha avuto luogo nella Città del Vaticano dal 4 al 25 ottobre 2015 sul tema "La vocazione e la missione della famiglia nella Chiesa e nel mondo contemporaneo". Durante quest'incontro affermò di sostenere l'opinione secondo cui la pratica della Chiesa verso i divorziati risposati potrebbe cambiare senza alterare la dottrina. Disse di sostenere una maggiore partecipazione di teologi, storici della cultura e altri esperti e che il Sinodo aveva bisogno di trovare un modo per ascoltare le voci delle persone che erano oggetto delle sue discussioni. Sostenne inoltre la creazione di una commissione per considerare la possibilità di consentire alle donne di servire come diaconesse. Disse: "Sarebbe una saggia idea guardarci dentro, per saperne di più e poi presentare una proposta al papa per dire se ci sono problemi teologici o no. E se no, andiamo avanti".
In seno alla Conferenza dei vescovi cattolici degli Stati Uniti fu membro del comitato per le comunicazioni, del comitato per l'educazione e del consiglio di amministrazione di Catholic Relief Services. Fu presidente del comitato per le politiche interne.
Fece parte dei consigli di amministrazione dell'Università di Detroit, della St. Joseph's University di Filadelfia, del Mount St. Mary's College di Los Angeles, della Loyola Academy di Detroit, della Loyola University di Chicago e dell'Università di Fairfield. Fu anche presidente del consiglio di amministrazione del Pontificio collegio Josephinum di Columbus, in Ohio, e dell'Ateneo dell'Ohio/Mount St. Mary's Seminary of the West di Cincinnati.
Nell'aprile del 2018 gli fu diagnosticata una leucemia mieloide acuta. Ricevette i trattamenti chemioterapici presso la Cleveland Clinic. Il 4 settembre 2018 tornò a lavorare part-time presso la diocesi con una conferenza stampa tenutasi nella sala parrocchiale della cattedrale di San Columba. In seguito si ristabilì. Nell'aprile del 2020 subì una recrudescenza della malattia. Di conseguenza, il 26 maggio successivo presentò la sua rinuncia al governo pastorale della diocesi per motivi di salute, quattro anni prima dell'età pensionabile di 75 anni. Morì al Memorial Sloan Kettering Cancer Center di New York, dove era ricoverato da alcuni giorni, il 5 giugno 2020 all'età di 71 anni. Le esequie si tennero il 12 giugno alle ore 13 nella cattedrale di San Columba a Youngstown in forma strettamente privata a causa della pandemia di COVID-19 e furono presiedute da monsignor Dennis Marion Schnurr, arcivescovo metropolita di Cincinnati. Al termine del rito la salma venne tumulata nella cappella del Buon Pastore nel Calvary Cemetery di Youngstown.

## Genealogia episcopale
La genealogia episcopale è:
- Cardinale Scipione Rebiba
- Cardinale Giulio Antonio Santori
- Cardinale Girolamo Bernerio, O.P.
- Arcivescovo Galeazzo Sanvitale
- Cardinale Ludovico Ludovisi
- Cardinale Luigi Caetani
- Cardinale Ulderico Carpegna
- Cardinale Paluzzo Paluzzi Altieri degli Albertoni
- Papa Benedetto XIII
- Papa Benedetto XIV
- Papa Clemente XIII
- Cardinale Marcantonio Colonna
- Cardinale Giacinto Sigismondo Gerdil, B.
- Cardinale Giulio Maria della Somaglia
- Cardinale Carlo Odescalchi, S.I.
- Cardinale Costantino Patrizi Naro
- Cardinale Lucido Maria Parocchi
- Papa Pio X
- Cardinale Gaetano De Lai
- Cardinale Raffaele Carlo Rossi, O.C.D.
- Cardinale Amleto Giovanni Cicognani
- Arcivescovo Paul John Hallinan
- Cardinale Joseph Louis Bernardin
- Vescovo George Vance Murry, S.I.

## Araldica
| Stemma | Titolare                                 | Descrizione |
|        | George Vance Murry Vescovo di Youngstown | Partito: al primo di verde, alla fascia ondata d'argento caricata di una croce pomata del campo, addestrata e sinistrata da due punte di freccia dello stesso, la fascia accompagnata in capo da una colomba rivoltata d'oro e in punta da un'incudine dello stesso; al secondo interzato in fascia: al I d'azzurro, alla croce latina d'oro, alla lettere IHS maiuscole attraversanti; al II d'oro, alla fenice di rosso, caricata sulle ali di due gigli del campo e in petto delle lettere ihs minuscole, la h con una traversa; al III d'argento alla croce di rosso. Ornamenti esteriori da vescovo. Motto: "Christ is my light". |